# Diari digital
Un diari digital és un diari que utilitza Internet com el seu principal mitjà de difusió. Encara que actualment la majoria d'ells són completament gratuïts, tot sembla indicar que en un futur pròxim seran de pagament.
La freqüència amb què es publica normalment és diària, però les edicions poden variar i es poden donar edicions setmanals, quinzenals, mensuals, semestrals o fins i tot anuals. El fet que hi hagi repetició cíclica en les seves edicions els converteix en «periòdics». La publicació electrònica li dona el caràcter de «digital».
Les visions més inclusives sobre què engloba el concepte «diari digital» compten també el conjunt de blogs.

## Diaris digitals en català
Internet ha plantejat un escenari d'oportunitats per a l'espai català de comunicació, ja que permet que els mitjans s'estableixin a la xarxa amb una inversió relativament lleugera. Però encara ha de demostrar ser rendible, així que el repte actual és identificar les vies d'explotació per fer viable la majoria d'iniciatives i inversions realitzades.
L'Avui, juntament amb El Periódico de Catalunya, que actualment és un diari en color i en doble edició catalana i castellana, va assumir l'edició digital el 1994. Barcelona va ser, durant uns mesos, la capital del món en nombre de diaris amb edició digital. L'iniciador va ser el setmanari valencià El Temps, que tenia el suport de la Universitat Politècnica de Catalunya. El 1995 VilaWeb va crear un portal amb notícies i enllaços i va esdevenir un mitjà crucial en el camí per a la normalitat que va cristal·litzar amb el sufix .cat.